# Верхньоалькашево
Верхньоалька́шево (рос. Верхнеалькашево, башк. Үрге Әлкәш) — присілок у складі Дюртюлинського району Башкортостану, Росія. Входить до складу Ісмаїловської сільської ради.
Населення — 109 осіб (2010; 93 у 2002).
Національний склад:
- башкири — 55 %
- татари — 44 %